# E575
La ruta europea E575 és una carretera que forma part de la Xarxa de carreteres europees. Comença a Bratislava (Eslovàquia) i finalitza a Győr (Hongria). Té una longitud de 95 km i una orientació de nord a sud.